# Soproni észak-déli elkerülő út
A Soproni észak-déli elkerülő út egy körgyűrű jellegű elkerülő út, amely elkészülte után tehermentesíteni fogja Sopron belvárosát és lehetőséget ad az újabb ipari területek feltárására.
Részei az M85-ös autóút, a 84-es főút és a 8647-as számú összekötő út.

## Története
A szakaszt a 2013-as elképzelések szerint az M85-ös autóút a Bécsi út - Bánfalvi út - Egeredi út érintésével jelölték ki. A Terv utca felé pedig leágazás épült ki.
2013-ban közbeszerzési eljárást írt ki a Nemzeti Infrastruktúra Fejlesztő Zrt. a Sopron északnyugati elkerülő út fejlesztéséhez szükség megvalósíthatósági tanulmány, közúti biztonsági hatásvizsgálat, Natura 2000 területek vizsgálata, előzetes környezetvédelmi vizsgálati dokumentáció elkészítésére és engedélyeztetésére. Az előzetes vizsgálati dokumentáció 2014 májusában két nyomvonalat javasolt, egyik 3,5 km-es, míg a másik 4,3 km-eset. A gyűjtőút jelleggel kiépülő útvonal körforgalmi csomópontokkal csatlakozna a keresztező utcákhoz és a 84-es főúthoz, külön szintű átvezetéssekket kapna a vasútvonalak felett.
Az északnyugati félkörgyűrű: a hajdani Vasfüggöny nyomvonala mentén épült új 8647-os számú összekötő út kivitelezése a várost a Soproni alagúton keresztül elkerülő M85-ös autóúttal együtt történt. Az átadására 2024. május 6-án került sor.